# Sara Bareilles
Sara Beth Bareilles (* 7. prosince 1979 Eureka, Kalifornie, USA) je americká skladatelka a zpěvačka. Do pozornosti širší veřejnosti se dostala v roce 2007 díky hitu „Love song“, který obsadil čtvrtou příčku v Billboard 100 chart. Jen v Americe prodala přes jeden milion záznamů a více než 7 milionů singlů. Byla pětkrát nominovaná na cenu Grammy Award stejně jako na Grammy Award za Album roku, na kterou se někteří lidé dívají jako na nejprestižnější cenu hudebního průmyslu v Americe. Ve třetím ročníku pořadu NBC s názvem The Sing-off byla jedním z porotců po boku Bena Foldse a Shawna Stockmana. V únoru roku 2012 umístila VH1 (americká hudební televizní stanice) Bareilles na 80. místo v seznamu Top 100 nejlepších žen v hudbě.

## Život
Bareilles se narodila a vyrůstala ve městě Eureka v kalifornském Humboldt County. Je jednou ze tří dcer Bonnie Halvorsen (rozené Capellas), pracovnice v pohřebním ústavu, a Paula Bareilles, pojišťovacího agenta. Má nevlastní sestru Melody. Je italského, anglického, německého, portugalského a francouzského původu; umí italsky a také v Itálii rok pobývala. Vyrůstala v katolické rodině. Zpívala ve sboru na střední škole, Limited Edition, a působila v místním divadle.
Po absolvování střední školy v roce 1998 Bareilles nastoupila na komunikační studijní program na University of California v Los Angeles, kde se stala členem koedukační kapely s názvem Awaken a Capella, kterou lze slyšet na jejím albu „Dysfunktional Family“ v písničce „Gravity“ a „I Want You“ od skupiny The Jackson 5. Písnička „Gravity“ byla v roce 2004 zahrnuta na CD s nejlepšími písničkami vysokoškolských hudebních skupin. Vystupovala na výročním studentském koncertě UCLA Spring Sing, kde dvakrát vyhrála. Sama se naučila hrát na piano, kytaru a ukulele.

## Kariéra

### 2002–06: Začátek kariéry
Po absolvování UCLA v roce 2002 Bareilles vystupovala v lokálních barech a klubech (např. v Hotel Café a v Genghis Cohen v Los Angeles). V roce 2003 vydala dvě dema: „The First One“ v dubnu a „The Summer Sessions“ v říjnu. V roce 2004 se objevila jako barová zpěvačka v nezávislém filmu Girl play, kde zpívá píseň „Undertow“.
V lednu 2004, Bareilles nahrála své první album „Careful Confessions“. Dne 15. dubna 2005 podepsala kontrakt se společností Epic Records. Zbytek roku 2005 a začátek následujícího roku strávila psaním a přepracováváním písní pro její další album.